# 鴟環蝶屬
鴟環蝶屬（學名：Caligopsis）是閃蝶亞科大翅環蝶族中的一個屬。分佈於南美洲。寄主植物為禾本科植物。

## 物種
- 鴟環蝶 （Caligopsis seleucida）
- Caligopsis [n. sp.]